# ماهی حمری
ماهی حمری (نام علمی: Carasobarbus luteus) نام یک گونه از خانواده کپورماهیان است.